# Le Petit Jardin
Pour les articles homonymes, voir Jardin (homonymie).
Clip vidéo
[vidéo] « Jacques Dutronc - Le petit jardin », sur YouTube
[vidéo] « Thomas et Jacques Dutronc - Le petit jardin  », sur YouTube
Le Petit Jardin est une chanson française du compositeur-interprète Jacques Dutronc, écrite par Jacques Lanzmann, single, extrait de son 6e album Jacques Dutronc de 1972. Un des plus importants succès de son répertoire, et un des classiques de la chanson française, et des chansons sur Paris.

## Histoire
Jacques Dutronc passe son enfance rue de Provence dans le quartier de la Chaussée-d'Antin du 9e arrondissement de Paris. Il enregistre ce tube nostalgique de son enfance avec l’orchestre symphonique de Jean-Michel Defaye, sur fond d'orgue de Barbarie folklorique parisien. Cette chanson, à la fois joyeuse, poétique, et nostalgique, parle d'un petit jardin parisien, qui sentait bon le métropolitain et le bassin parisien, avec une table et une chaise de jardin, des fleurs, un rouge-gorge, deux arbres, un pommier et un sapin, au fond d'une cour de la Chaussée-d'Antin. Un jour un promoteur en fit l'entrée d'un parking pour les voitures du centre urbain. 

## Reprise
Thomas Dutronc reprend ce tube en duo avec son père Jacques Dutronc,,, en version jazz manouche, pour son album Frenchy de 2020.